# 동창군
동창군(東倉郡)은 조선민주주의인민공화국 평안북도의 군이다.

## 지리
평안북도 동부의 산악 지대에 위치하고 자강도에 접한다.
북쪽으로 벽동군, 자강도 우시군, 남쪽으로 운산군, 자강도 송원군, 남쪽으로 태천군, 서쪽으로 대관군, 창성군과 접한다.
피난덕산맥이 동창군의 북쪽과 동쪽을 통과하고 이곳에는 군에서 가장 높은 지점인 단풍덕산(1159m)이 있다. 군의 북서쪽에서 남동쪽으로 흐르는 창송강은 대동강과 합류한다. 연평균 기온은 7 °C이고 1월 평균기온은 -10 °C, 8월 평균기온은 22.8 °C이다. 연평균 강수량은 1440mm이다.
현 면적의 약 80%가 숲으로 덮여있다. 이 중 40%가 침엽수이고 소나무와 참나무가 주종을 이룬다.

## 역사
동창군은 북한의 행정구역 재편에 의해서 신설된 군이다. 1952년 12월, 종래의 창성군 남동부에 위치한 동창면, 대창면, 청산면의 일부가 분할되어 동창군이 신설되었다(1읍 29리). 이듬해에 동창읍이 대유리로, 소유리가 동창읍이 되었다. 얼마 후 대유리가 로동자구로 개편되었다.

## 경제
대유동광산은 1896년에 프랑스 사람에 의해서 채굴이 시작된 광산으로 현재는 금·은 등을 생산한다. 현재 군의 중심(동창읍)이 있는 소유리는 대유로동자구에 인접한다.
동창군에서 경작이 가능한 땅은 6.5%에 불과하고 쌀을 경작하기 어려워 이들의 대부분(80%)은 밭이다. 이러한 이유로 주요 작물은 옥수수이다. 수많은 소형 수력발전소가 있다.

## 행정 구역
1읍 1구 16리로 구성된다.
- 동창읍 (東倉邑)
- 대유로동자구 (大楡勞動者區)
- 리천리 (梨川里)
- 두룡리 (頭龍里)
- 대동리 (大洞里)
- 신안리 (新安里)
- 화풍리 (和豊里)
- 창암리 (倉巖里)
- 성평리 (城坪里)
- 봉룡리 (鳳龍里)
- 구룡리 (九龍里)
- 고직리 (高直里)
- 룡두리 (龍頭里)
- 률곡리 (栗谷里)
- 학송리 (鶴松里)
- 학봉리 (鶴峯里)
- 회상리 (會上里)
- 청룡리 (靑龍里)

## 같이 보기
- 조선민주주의인민공화국의 지리
- 조선민주주의인민공화국의 행정 구역